# Miguel Gutiérrez Gutiérrez
Miguel Gutiérrez Gutiérrez (7 de maig de 1931 - 1 de febrer de 2016) fou un futbolista mexicà.

## Selecció de Mèxic
Va formar part de l'equip mexicà a la Copa del Món de 1958.